# الكسندر كوبر
الكسندر كوبر (بالسويدية: Alexander Cooper)‏ هو رسام سويدي، ولد في 11 ديسمبر 1609 في لندن في المملكة المتحدة، وتوفي في 1660 في City of Stockholm (former municipality) ‏ في السويد.

## وصلات خارجية
- الكسندر كوبر على موقع الموسوعة البريطانية (الإنجليزية)